# Павловиці-Намисловські
Павловиці-Намисловські (пол. Pawłowice Namysłowskie) — село в Польщі, у гміні Намислув Намисловського повіту Опольського воєводства.
Населення — 150 осіб (2011).

## Демографія
Демографічна структура станом на 31 березня 2011 року:
|          | Загалом | Допрацездатний вік | Працездатний вік | Постпрацездатний вік |
| -------- | ------- | ------------------ | ---------------- | -------------------- |
| Чоловіки | 80      | 15                 | 57               | 8                    |
| Жінки    | 70      | 17                 | 41               | 12                   |
| Разом    | 150     | 32                 | 98               | 20                   |